# Купчишин, Михаил Фёдорович
Михаил Фёдорович Купчишин (25 октября 1923 — 2 апреля 2016) — украинский краевед.

## Биография
Родился 25 октября 1923 года в селе Слобода Мурафская (ныне — село Клекотина, Шаргородский район, Винницкая область).
Окончил Винницкий энергетический техникум и исторический факультет Одесского педагогического института.
С 17 октября 1941 по ноябрь 1945 года служил в РККА. В 1942 году в качестве станкового пулемётчика участвовал в боях против немецко-фашистских захватчиков, имеет ранения, инвалид войны.
Трудовую деятельность начал слесарем-электриком на I Петровском сахарозаводе (Харьковская область). После войны работал на Бийском сахарном заводе (Алтайский край), затем два года — инструктором Шаргородского райкома Компартии Украины, на партийной работе в Ивано-Франковской области, где избирался депутатом и членом исполкома Богородчанского райсовета депутатов трудящихся. Занимал ответственные должности в ЦК КПУ. После выхода на пенсию в 1987 году стал заместителем председателя совета Организации ветеранов войны и труда Украины.
Является почётным учеником местной школы в селе Клекотина, где ему посвящён стенд «Его имя уважение окутывает». Улица, где он родился, названа его именем.

## Труды
Автор книг: «Мурафа и Клекотина» (2009), «Род наш — цвет наш» (2008, о роде Купчишин), «Родословная Купчишин» (2005), «В объятиях родственников» (2010), «Шаргородщина: страницы истории» (2002, в соавторстве с А. Г. Мичаком), «Записки работника Совета Организации ветеранов Украины» (2011).

## Награды
- Ордена: Отечественной войны I степени, Дружбы народов, «Знак Почёта», Богдана Хмельницкого III степени, «За мужество»[4];
- Медали: «За отвагу», «Защитнику Отчизны» и другие;
- Почётные грамоты Президиума Верховного Совета УССР.

## Семья
- Жена: Инна Григорьевна, отличник образования Украины (умерла в 1992 году);
- Сыновья: Александр (работал на дипломатической службе), Евгений (предприниматель).